# Aurach bei Kitzbühel
Aurach bei Kitzbühel is een gemeente in de Oostenrijkse deelstaat Tirol en maakt deel uit van het district Kitzbühel.
Aurach bei Kitzbühel telt 1245 inwoners.
Aurach bei Kitzbühel ·
Brixen im Thale ·
Fieberbrunn ·
Going am Wilden Kaiser ·
Hochfilzen ·
Hopfgarten im Brixental ·
Itter ·
Jochberg ·
Kirchberg in Tirol ·
Kirchdorf in Tirol ·
Kitzbühel ·
Kössen ·
Oberndorf in Tirol ·
Reith bei Kitzbühel ·
Schwendt ·
St. Jakob in Haus ·
St. Johann in Tirol ·
St. Ulrich am Pillersee ·
Waidring ·
Westendorf
- Gemeinsame Normdatei: 4482764-7
- Virtual International Authority File: 316741321